# Station Praha-Smíchov
Station Praha-Smíchov (Tsjechisch: Nádraží Praha-Smíchov en in spreektaal ook smíchovské nádraží) is een spoorwegstation in de Tsjechische hoofdstad Praag. Het station is gelegen in de wijk Smíchov, op de westoever van de Moldau. Het station is de schakel tussen het hoofdstation van Praag en de gebieden ten zuidwesten van de stad.

## Treinverkeer
De volgende spoorlijnen lopen vanaf/naar het station Praha-Smíchov:
- lijn 122: Praha hlavní nádraží - Praha-Smíchov - Hostivice - Rudná
- lijn 171: Praha hlavní nádraží - Praha-Smíchov - Beroun
- lijn 173: Praha-Smíchov - Rudná - Beroun
- lijn 221: Praha-Smíchov - Čerčany - Benešov

De volgende lijnen van de Esko Praha (netwerk van stadstreinen) stoppen te Smíchov:
- S6 Praha-Smíchov - Beroun (over lijn 173 via Rudná u Prahy)
- S7 Praha hl. n. - Beroun (over lijn 171 via Řevnice)

## Metro

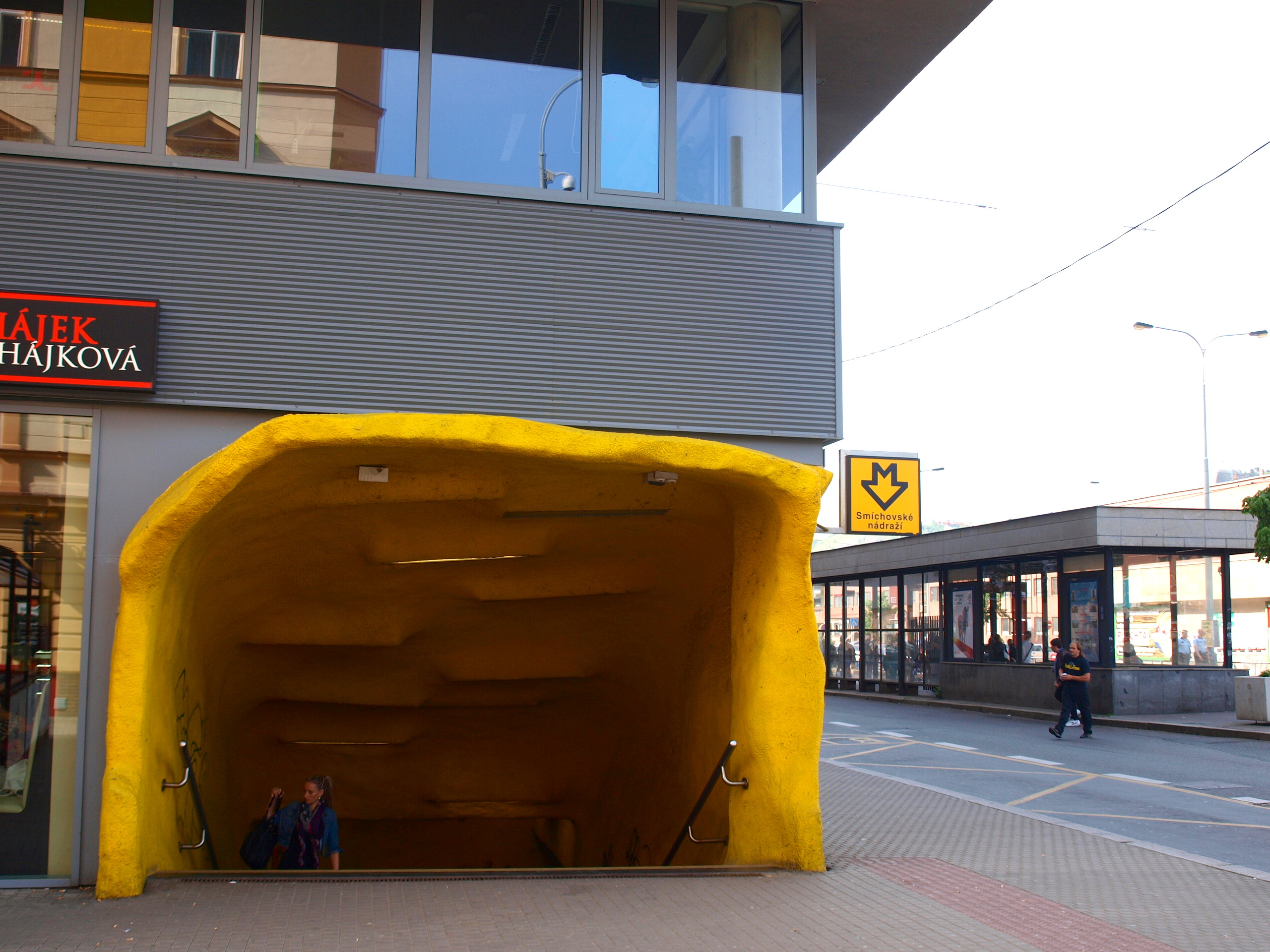
Een van de ingangen naar het metrostation

Op station Smíchov kan men overstappen op lijn B van de metro van Praag. Dit metrostation heet Smíchovské nádraží.
Praha hlavní nádraží ↔ Praha-Smíchov ↔ Praha-Žvahov ↔ Praha-Jinonice ↔ Praha-Cibulka ↔ Praha-Stodůlky ↔ Praha-Zličín ↔ Hostivice ↔ Hostivice-Litovice ↔ Rudná u Prahy
Praha hlavní nádraží ↔ Praha-Smíchov ↔ Praha-Velká Chuchle ↔ Praha-Radotín ↔ Černošice ↔ Černošice-Mokropsy ↔ Všenory ↔ Dobřichovice ↔ Řevnice ↔ Zadní Třebaň ↔ Karlštejn ↔ Srbsko ↔ Beroun